# جيمس جي. دونوفان
جيمس جي. دونوفان (بالإنجليزية: James G. Donovan)‏ هو محامي وسياسي أمريكي، ولد في 15 ديسمبر 1898 في كلينتون في الولايات المتحدة، وتوفي في 6 أبريل 1987 في مانهاتن في الولايات المتحدة. حزبياً، نشط في الحزب الديمقراطي. وقد انتخب Sheriff of New York County, New York ‏ وانتخب عضو مجلس ولاية نيويورك وانتخب عضو مجلس النواب الأمريكي.